# Poindexter (Familienname)
Poindexter ist ein nordamerikanischer Familienname.

## Herkunft und Bedeutung
Der Name ist abgeleitet von der Familie Poingdestre aus  Jersey. Die Namensbedeutung ist „rechte Faust“.

## Namensträger

### Familienname
- Alan Goodwin Poindexter (1961–2012), US-amerikanischer Astronaut (Sohn von John)
- George Poindexter (1779–1853), US-amerikanischer Politiker
- Hildrus Poindexter (1901–1987), Epidemiologe
- John Poindexter (* 1936), US-amerikanischer Nuklearphysiker, Navy-Admiral und hochrangiger Mitarbeiter des US-Verteidigungsministeriums
- Joseph Boyd Poindexter (1869–1951), Bundesrichter und von 1934 bis 1942 Territorialgouverneur von Hawaii
- Larry Poindexter (* 1959), US-amerikanischer Schauspieler
- Miles Poindexter (1868–1946), US-amerikanischer Politiker
- Pony Poindexter (1926–1988), US-amerikanischer Jazzmusiker

### Künstlername
- Buster Poindexter, Pseudonym des Rockmusikers David Johansen

### Kunstfiguren
- Poindexter, eine Figur in Felix the Cat
- Arnold Poindexter, eine Figur im Film Revenge of the Nerds
- Sydney Poindexter, eine Figur im Comic Danny Phantom